# Shu Lea Cheang

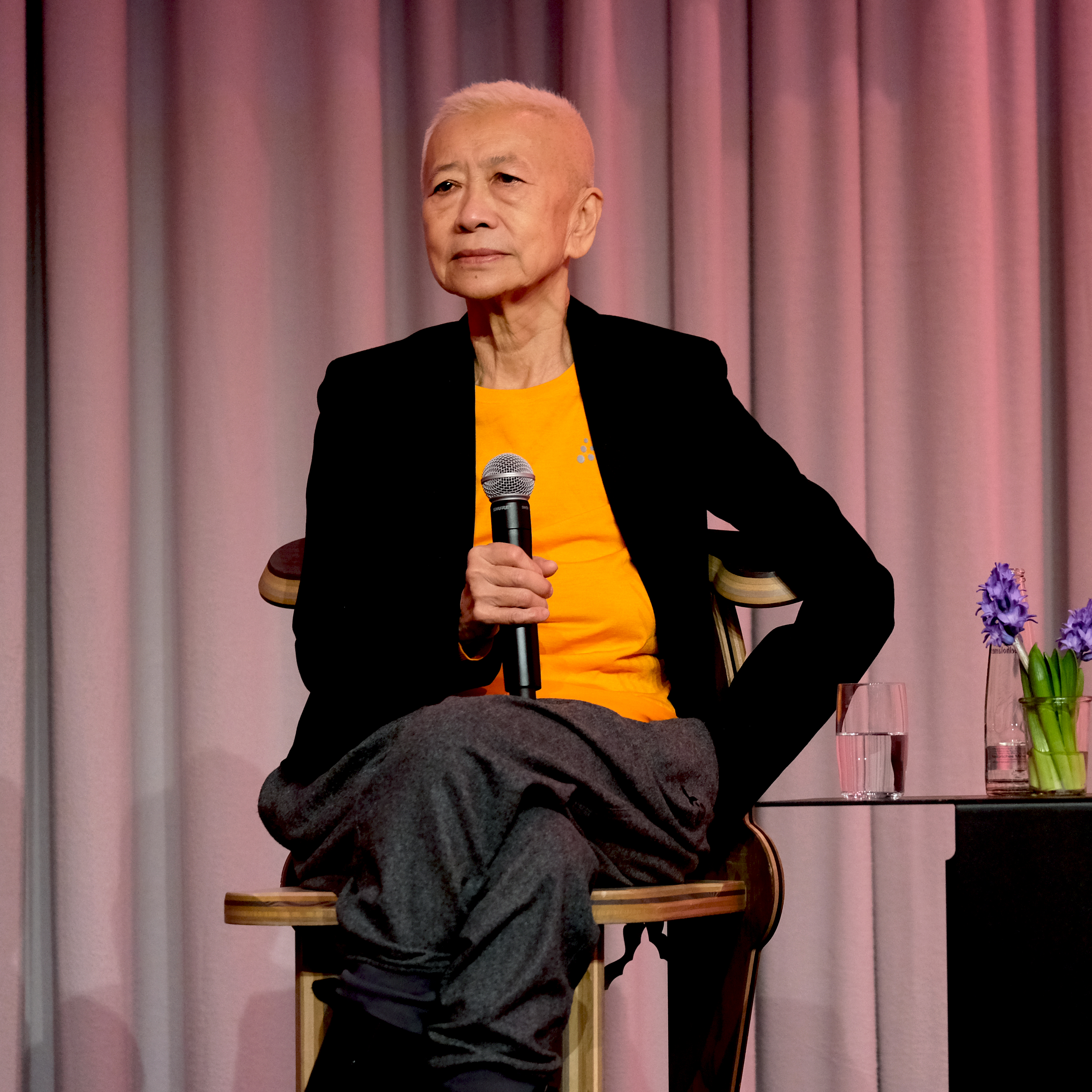
Shu Lea Cheang (2025)

Shu Lea Cheang (Chinesisch: 鄭淑麗; Pinyin: Zhèng Shúlì; geboren am 13. April 1954 in Taiwan) ist eine Multimedia-Künstlerin, die sich in multidisziplinärer Perspektive mit gesellschaftlich relevanten Themen beschäftigt. Cheang erhielt 1976 einen Bachelorabschluss in Geschichte von der National Taiwan University und 1979 einen Masterabschluss in Filmwissenschaften von der New York University.
Mit ihrer Arbeit an der Schnittstelle zwischen Film, Video, Medien-Installation, Software-Interaktion und Performance gilt Cheang als Pionierin einer gesellschaftlich engagierten Digitalen Kunst. Sie ist für ihren individuellen Ansatz bekannt, bei dem sie medien-, technologie- und gesellschaftskritische Fragen kreativ mit künstlerischen Methoden bearbeitet. Hierzu gehören auch ihre experimentellen Spielfilme I.K.U. und Fluidø.
Seit 1981 ist sie Mitglied des New Yorker Medienkollektivs Paper Tiger Television (PTTV), das einen Offenen Kanal betreibt, mit seiner Arbeit Kritik am Einfluss der kommerziellen Massenmedien übt und gemeinschaftsbasierte, alternative Medienproduktionen ermöglicht.
Cheang lebt und arbeitet derzeit in Paris, Frankreich.

## Leben
Cheang wurde 1954 geboren – zu einer Zeit, als die Insel Taiwan unter Kriegsrecht stand. Von Taiwan zog Cheang in den 1980er Jahren nach New York.
Nach 20 Jahren in New York führte sie ein Jahrzehnt lang einen selbst auferlegten Lebensstil als digitale Nomadin, der, wie sie sagte, „mich von den monatlichen Festzahlungen für Miete, Strom und Telefonrechnungen befreite“. Sie arbeitete in Japan, den Niederlanden, Großbritannien und der Schweiz und zog schließlich 2007 nach Paris.

## Werke
Cheang ist seit den 1990er Jahren mit Video- und Multimediainstallationen sowie auch internetbasierten Installationen in Museen und auf Kunst- und Filmfestivals präsent. Einige wichtige ihrer Werke werden im Folgenden beschrieben:
Color Schemes ist eine interaktive Drei-Kanal-Videoinstallation, die 1990 im Whitney Museum of American Art ausgestellt wurde. Das Video zeigt Menschen verschiedener Ethnien und enthüllt die komplexen Einstellungen zu ethnischen Stereotypen, die in die amerikanische Kultur eingebettet sind.
1994 führte Cheang bei dem Film Fresh Kill Regie. Der Titel bezieht sich auf eine Mülldeponie in Staten Island. Der Film „stellt sich eine postapokalyptische Landschaft vor, die mit elektronischem Abfall übersät ist und unter den toxischen Auswirkungen der Massenvermarktung in einer hochtechnologischen Warenkultur leidet“.
Bowling Alley, im Auftrag des Walker Art Center und finanziert von AT&T New Art/New Visions, wurde 1995 ausgestellt. Die Installation verband die Walker’s Gallery 7, die kommunale Bowlingbahn der Stadt (Bryant-Lake Bowl) und das World Wide Web. Die Bowlingbahn vermischte das reale Leben mit dem Cyberspace, um die Ähnlichkeiten und Unterschiede der Kommunikation zwischen den Menschen von Angesicht zu Angesicht und über das Internet zu veranschaulichen. Die Bowlingbahn war Cheangs erste kybernetische Installation. Cheang arbeitete mit anderen Künstlern aus Minneapolis zusammen, um ein Werk zu präsentieren, das die Idee des Persönlichen und Öffentlichen, der populären Kunst und der bildenden Kunst in Frage stellt, indem es diese Gegensätze miteinander verflochten hat.
Ein weiteres großes webbasiertes Projekt, das Cheang ins Leben rief, war Brandon (1998–1999). Das einjährige narrative Projekt untersuchte die Themen Gender, Geschlechtergrenzen und Sexualität im öffentlichen Raum als auch im Cyberspace. Die Website erhielt ihren Namen von Brandon Teena, einem Transmann, der 1993 vergewaltigt und ermordet wurde, nachdem sein biologisches Geschlecht bekannt wurde. Brandon war das erste webbasierte Kunstwerk, das vom Solomon R. Guggenheim Museum in Auftrag gegeben wurde. Im Laufe der Zeit, als sich die Webbrowser weiterentwickelten, konnte Brandon nicht mehr korrekt angezeigt werden. Im Jahr 2017 wurde das Kunstwerk in einer gemeinsamen Initiative der Konservierungsabteilung des Guggenheim Museums und der Fakultät für Informatik der New Yorker Universität digital restauriert und wieder öffentlich zugänglich gemacht. Brandon wurde auch in der Net Art Anthology der New Yorker (Medien-)Kunstorganisation Rhizome vorgestellt, einer Online-Ausstellung von hundert wichtigen Netzkunst-Projekten. Brandon ist derzeit unter der Webadresse brandon.guggenheim.org zugänglich.
Im Jahr 2000 führte Cheang bei dem pornografischen Spielfilm I.K.U. Regie, der laut Aussage der Künstlerin von Blade Runner inspiriert ist. I.K.U. wurde auf dem Sundance Film Festival präsentiert und für einen internationalen Fantasy-Filmpreis nominiert. Für I.K.U wurde sie 2013 mit dem PorYes-Award geehrt, mit dem feministische Pornografie ausgezeichnet wird.
Cheangs Locker-Baby-Projekt (2001–2012) ist ein Spielfeld von Klangbildern, die nur durch menschliche Interaktion ausgelöst werden. Ihr Baby-Serienprojekt schlägt ein fiktives Szenario vor, das im Jahr 2030 spielt. Das transnationale DPT (DollyPolly Transgency) treibt die Klon-Babys als intelligente Industrie voran.
- Baby Play (2001), der erste Teil, verwendet ein großes Tischfußballfeld. Gegenüberliegende Reihen von 22 Ballspielern werden durch geklonte Babys in Menschengröße ersetzt. Die Verfolgung der Ballbewegung ruft ME-Daten (Memory+Emotion = Gedächtnis+Emotion; Texte und Ton) ab, die hinterlegt sind.
- Baby Love (2005), der zweite Teil, besteht aus 6 großformatigen Teetassen und 6 geklonten Babys. Jede Teetasse ist eine selbstfahrende mobile Einheit mit sich drehenden Rädern, die Richtungsmanöver und Geschwindigkeitsvariationen ermöglichen. Jedes Baby ist ein aufgestellter Mac-Mini-Motor mit WiFi, der mit dem Netzdepot für Shuffles und Remixe von populären Liebesliedern verbunden ist.
- Baby Work (2012), der dritte Teil, regt das Publikum an, verstreute Schlüssel zu sammeln und neu zu arrangieren und Wörter zu einem kollektiven klanglichen Ausdruck zu komponieren. Aktive Teilnehmer sind die Klon-Babys, denen die Speicherung und das Abrufen von ME-Daten anvertraut wird.

Im Jahr 2017 schrieb und realisierte Cheang den dystopischen Science-Fiction-Film Fluidø, der im Jahr 2060 spielt und „bei dem es um die Macht von Körperflüssigkeiten und um deren Gewinnung geht“.
Shu Lea Chang vertrat Taiwan 2019 auf der 58. Biennale in Venedig mit der Ausstellung 3x3x6, die sich mit Überwachung, künstlicher Intelligenz Verstößen gegen (Sexual-)Moral beschäftigt.